# Polyrhachis scapulata
Polyrhachis scapulata é uma espécie de formiga do gênero Polyrhachis, pertencente à subfamília Formicinae.